# Чанад (Тимиш)
Чанад (рум. Cenad) је село и општина, која припада округу Тимиш у Румунији. Насеље је значајно по присутној српској националној мањини у Румунији.
Не треба га мешати са Чанадом на другој обали Мориша, у Мађарској.

## Положај насеља
Село Чанад се налази у источном, румунском Банату, на неколико километара удаљености од Великог Семиклуша. Село је у Поморишју. Од Темишвара село је удаљено око 70 км ка северозападу. Сеоски атар је у равничарском делу Баната, близу Мориша.

## Историја
Ово место је древно и његово трајање се протеже читав миленијум. Његов назив је током историје био значајан појам. Постојали су тако: Чанадска (католичка) бискупија, Ченадска (угарска) жупанија, Чанадски дистрикт, Чанадски пропопопијат (православни). Војвода Ченадин је 1028. године освојио тврђаву на реци Моришу. Та тврђава се од тада назива по њему Чанад. У близини места тада се налазио манастир Св. Јована Крститеља. Војвода је манастир прогласио за западног обреда, а тамошњи ортодоксни монаси су изашли из њега, и у недалеко од тог места подигли нови посвећен истом светитељу. Православни Јовањски манастир је изгледа постојао до 18. века.
По "Румунској енциклопедији" Турци су владали 150 година, са кратким прекидима. Освојили су га 1596. године Татари и 1613. године - Срби. Након Карловачког мира 1699. године, претежно становништво у Чанаду је било српско. Аустрија насељава Немце, па се фомирају два Чанада: Немачки Чанад и Велики Чанад (српски). Касније су та два насеља спојила. Године 1858. место је купио племић Нако, и ту је подигао племићки дворац.
Чанад је као средиште, држао четири пута годишње вашар (1827): 14. фебруар, 12. мај, 6. октобар и 11. новембар. Виша власт је одредила јула 1859. године да се у Чанаду држе четири вашара и то: 15. март, 20. јун, 16. октобар и 10. децембар. Осим тога ту су два недељна вашара, понедељком и четвртком.

## Историја Срба у месту
За време војне границе, постојале су три српске војне команде: сегединска, арадска и петроварадинска. Арадска је међу главним војним шанчевима имала и Чанад. Стигли су ту Срби граничари 1702-1703. године из околине Будима и Острогона. Пописано је 1703. године у Чанаду 136 милитараца. Насеље има милитарски статус и 1715. године; српских домова има 38. Помиње се следећи официрски кадар у Чанаду: оберстлајтант (као оберсткапетан) Јован Шевић, капетан Живан Шевић, хадњађи Петар Шевић и Петар Марјановић и заставници Манојло Вујичин и Живко Радојичин. Били су у Чанаду 1735. године капетани - Ранко Текелија и Јован Шевић. Године 1741. Мађари су издејствовали да се све војне команде укину. Приликом изјашњавања о статусу новембра 1750. године нико се у од граничара у Чанаду није определио за провинцијални статус. За милитарски статус су се одлучили оберстлајтант кво капетан Јован Шевић, капетан Живан Шевић, хаднађи Петар Шевић и Павле Марјановић, те барјактари Манојло Вујичин и Живко Радојичин. Када је ипак укинута поморишка војна граница, многи Срби граничари из Чанада су се одселили 1751. године са породицама у Русију, и тамо засновали нова насеља у степи. Постојао је и тамо Ченад, а то су му име дали бивши становници Чанада. А сам Јован Шевић је достигао генералски чин и стекао велике заслуге за руску царевину, пре свега због организовања масовног пресељења Срба граничара у Русију.
Срби су своје место у Банату током 19. века звали Српски Чанад.
Чанад је 1764. године био православна парохија и седиште Чанадског протопрезвирата. Царски ревизор Ерлер је 1774. године констатовао да место Чанад припада Моришком округу, становништво је међано, има Шваба и Срба, а у месту се налази католичка црква и царинарница. Када је 1797. године пописан православни клир ту су била четири свештеника. Пароси, поп Јаков Поповић (рукоп. 1782), поп Михаил Наумовић (1791), поп Арон Поповић (1794) и поп Петар Марковић (1793) служили су се српским и румунским језиком.
Умро је у Српском Чанаду 1901. године Михаил (Милош) Војновић, "умировљени бивши народни капетан" Српског покрета 1848-1849. године, у 81 години.
У Српском Чанаду је 1905. године било 5710 становника у 1048 домова. У тој великој општини, Великосентмиклошког среза било је 1698 Срба православаца (или 29%) са 324 куће. Поред Срба, у тој национално мешовитој средини има много Румуна (2238) и Немаца (1629). Од јавних здања за нас су битни српска православна црква и српска народна школа. Место је добро повезано са остатком света, функционишу у то време ПТТ комуникације и железничка станица.
За време Другог светског рата, током вођених борби за ослобођење места од фашиста, погинуло је 93 црвеноармејца и три совјетска официра, који су сахрањени у порти и постављен им је споменик са именима. 
Месни Румуни су се одвојили од Срба 1889. године и затим подигли себи богомољу.

## Црква и школа
Православни храм чанадски добио је антиминс 1733. године од владике Николаја Димитријевића. Тај храм посвећен летњем Св. Николи је подробно описан 1758. године као стара грађевина, од плетера, покривен рогозом, унутра засвођена даскама, са једноставним торњем, и исто тако иконостасом. Православно парохијско звање је основано 1773. године a од 1779. године се воде црквене матрикуле. 
Нова црква посвећена Св. арханђелу Гаврилу, зидана је 1773. године, а иконостас добила између 1790-1811. године. Не зна се зашто, али на њеном темељу подигнута је нова црква продужењем према западу, укупним повишењем и дограђивањем торња 1833. године. Обновљени храм је посвећен Св. Николи. Постоје иконе, попут оне на Богородичином трону, које је радио Милутин Бедричић 1837. године. Има целивајућих икона и других мајстора, попут Николе Алексића.  Сводове храмовне моловали су и чистили иконостас Ђура Пецић и Сергије Којић из Велике Кикинде током 1901. године. Тај наивни молерај је поправљао 1984. године аматер Никола Шух.
Године 1846. Чанад је велико место у којем живи 2139 становника. Чинодејствују тада два пароха, поп Георгије Поповић и поп Стефан Драган.
Видаковићеву историјску књигу набавио је 1823. године у Српском Чанаду купец Аркадије Путић. Купац српске књиге у српском Ченаду је 1824-1825. године Дионизије (Ђонисије Обрачевић?) Обрадовић општински нотар чанадски. Пренумерант је 1824. године и трговац месни Аркадије Путић. Године 1827. купац српске књиге је прота чанадски Василије от Стојановић, а уз њега Иса Риђички ишпан. Општински "нотаријус" 1832. године је Стефан Георгијевић, Стефан Поповић сабов и црквени син, а дрвопродавци су трговци Никифор Путићи и Петар Игњатовић. Читатељи књига из Српског Ченада 1833. године су: Петар Дијаковић парох (и 1832), Исидор Риђички "Славног Мариефелд доминуима чанадског спахилука рентијер" (и 1832), Лазар Путић теолог, Глиша Зарин општински кнез, и још неколико трговаца и арендатора и учитељ. Други купац српског календара 1841. године био је парох Дионизије Стефановић. Године 1843. пренумерант српске књиге је Арон Моцика "от Кишљасе" контролор у Ченаду. Администратор чанадске парохије био је 1846. године Теодор Петровић. Године 1859. у српском Ченаду је "кастнер" Александер Микочевић дао прилог Школском фонду, 2 ф.  Године 1847. Стефан Дима је био рачуновођа чанадске скеле и скупљач претплатника српске књиге.
Када је био избор пароха у Српском Ченаду 1862. године неки Румуни и Срби су покушали да у тој исконској српској парохији унесу смутњу. Уследице подела између Срба и Румуна, на засебне црквене општине са парохијама, које неће донети просперитет ни једној популацији. Угарско министарство вероисповести дало је чанадској парохији прилог 250 ф. за градњу парохијског дома. Поп Андрија Путић родом из места, био је месни парох 43 године, почев од "бурних шездесетих", 1863. године. Богословију је завршио у Вршцу, а рукоположио га је владика Ивачковић 1863. године у Араду. Уз њега је 1907. године парох администратор поп Живан Канкахидац. Почетком 20. века у чанадској парохији никако да се устале пароси, стари свештеници остају без достојне замене, из године у годину смењују се администратори. Младен Јеврић из Ченада је 1892. године био претплатник "Српског сиона".
Српски Ченад је 1905. године имао српску црквену општину, скупштина је била редовна, под председништвом Александра Зарића. У Ченадској парохији треће платежне класе, постоји парохијска земљишна сесија од 38 кј. Српски православни хам је тада у добром стању, а црквено-општински земљишни посед је велики и износи 76 кј. Ченад 1905. године још увек нема парохијски дом, иако су ту два свештеника. Постојало је српско православно гробље са најстаријим сомеником из 1838. године. Парох у Српском Ченаду 1894-1905. године Светозар Поповић.
Чанадски учитељ је 1832-1833. године и купац српске књиге Данил Перић. Године 1832. претплатник је био Спиридон Матић бивши "детонаставник". Учитељ чанадски био је Сима Андрон 1847. године претплатник српске књиге. Те 1846/1847. године исти учитељ Симеон просвећује 45 ђака. Приложник за "Школски лист" био је 1860. године Дионизије Стефановић учитељ у Српском Чанаду са 2 ф. Претплатник "Школског листа" био је 1862. године Јован Тодоровић учитељ у Србском Ченаду. Милић Живић из Српског Чанада, добио је 1880. године декрет о постављењу за сталног учитеља.  Учитељица у Српском Ченаду 1894. године је Јулијана Бранкован. Одобрено је 1900. године у Српском Ченаду да учитељ споји сву децу, док не дође учитељица. Настава се изводи једном школском здању подигнутом 1856. године. Раде од 1902. године две учитељске снаге; са школском децом одржавају и школски врт. Учитељи у Српском Ченаду 1907. године били су Коста Маринковић родом из Панчева (ту једну годину) и Видосава Поповић, родом из Старих Шова (ту од 1902) У то време редовну наставу похађа 136 ђака, а у пофторну школу иде 39 старијег узраста. Стасало је за забавиште 79 мале деце, а чак 24 ученика није изабрало српску основну школу, већ се образује у "страним школама". У Српском Ченаду је 1913. године учитељ Петар Прекајски.
У лето 1860. године створено је у српском Ченаду "Србско театарско друштво" које је већ двапут успешно изводило позоришне представе. Намеравали су  да их дају по свим главнијим местима. Управитељ истог је био Димитрије Марковић из Кикинде, који је пре био у војничкој служби.
У Чанаду се родио 1823. године Коста Хаџић позоришни глумац, а умро 1872. године у Руми. Он се од ране младости бавио глумом, са неколико младића основали су позоришну  дружину у Ченаду, која је под управом Јована Кнежевића обилазила српске крајеве и давала представе. Од 1861. године дружина се претопила у СНП у Новом Саду, он је његов стални члан који игра мање улоге.

## Становништво
По последњем попису из 2002. године село Чанад имало је 4.249 становника. Последњих деценија број становништва опада.
Село је одувек било вишенародно, али су Срби и друге мањине у селу данас осетно малобројнији после више колонизација румунског и ромског становништва. Национални састав на појединим пописима био је следећи:
| Попис  | Попис  | Етнички састав | Етнички састав | Етнички састав | Етнички састав | Етнички састав | Етнички састав | Етнички састав |
| Година | Укупно | Румуни         | Немци          | Мађари         | Срби           | Роми           | Остали         |                |
| ------ | ------ | -------------- | -------------- | -------------- | -------------- | -------------- | -------------- | -------------- |
| 1880.  | 6.982  | 2.074          | 3.166          | 128            | 1.495          | -              | 6              |                |
| 1900.  | 7.389  | 2.246          | 3.244          | 211            | 1.583          | -              | 1              |                |
| 1930.  | 7.236  | 2.120          | 2.985          | 655            | 1.216          | 227            | 22             |                |
| 1977.  | 5.022  | 2.023          | 1.419          | 682            | 654            | 229            | 10             |                |
| 1992.  | 3.991  | 2.304          | 83             | 734            | 401            | 450            | 18             |                |
| 2002.  | 4.263  | 2.812          | 48             | 677            | 320            | 371            | 89             |                |